# Halloweentown III: Halloweentown Highschool
Halloweentown III: Halloweentown Highschool (Originaltitel: Halloweentown High) ist eine US-amerikanische Filmkomödie der Walt Disney Company von Mark A. Z. Dippé aus dem Jahr 2004. Der Fernsehfilm ist nach Halloweentown II (Originaltitel: Halloweentown II: Kalabar's Revenge) aus dem Jahr 2001 die zweite Fortsetzung der Komödie Halloween Town – Meine Oma ist ’ne Hexe aus dem Jahr 1998.

## Handlung
Marnie Piper bereitet sich auf ihr neues Schuljahr vor. Sie beantragt bei den Hexen von Halloweentown einen Schüleraustausch mit einer Schule in der normalen Welt. Die Hexen willigen ein.
Marnie führt die Austauschgruppe, Aggie Cromwell hält sich für den Fall der eventuellen Probleme in der Nähe. Aggie erweist sich als eine unfähige Lehrerin. Sie flirtet mit dem Schuldirektor Phil Flanagan.
Der Vater eines der Schüler, Edgar Dalloway, will das Austauschprojekt zum Scheitern bringen, damit Halloweentown von der Welt isoliert bleibt. Er greift die Austauschschüler mit seinen Zauberkräften an. Der Hexenrat nimmt ihn fest. Das Tor zwischen Halloweentown und der Welt wird dauerhaft geöffnet, die Kinder aus beiden Welten feiern miteinander.

## Kritiken
Kevin Carr schrieb in 7M PICTURES, der Film „leide“ unter dem Versuch der Kreierung eines friedlichen Horrormärchens mit „vegetarischen Werwölfen“ und anderen „netten Kreaturen“.

## Hintergrund
Der Film wurde in Salt Lake City gedreht. Er wurde im Jahr 2005 in einer Show zum drittbesten Film des Disney Channels gekürt. Im Jahr 2006 folgte Halloweentown 4 – Das Hexencollege.

## Weitere Teile
Dem Film gingen voraus:
- 1998: Halloween Town – Meine Oma ist ’ne Hexe
- 2001: Halloweentown II

Es folgte eine weitere Fortsetzung:
- 2006: Halloweentown 4 – Das Hexencollege